# Thrypticus formosensis
Thrypticus formosensis är en tvåvingeart som beskrevs av Daniel J. Bickel och Hernandez 2004. Thrypticus formosensis ingår i släktet Thrypticus och familjen styltflugor. Inga underarter finns listade i Catalogue of Life.